# De la mano del viento
De la mano del viento es un disco de la cantante mexicana Amparo Ochoa, publicado en 1971.

## Canciones
1. Pájaro Herido (2:28)
2. De la mano del Viento (2:39)
3. Detrás de la Barda (2:47)
4. Traición a Juan (3:18)
5. Avecillas (3:21)
6. A que volver (3:05)
7. Angelina (2:57)
8. Llora Corazón (2:54)
9. Beso Mortal (3:06)
10. Alma Angelina (2:34)

- Datos: Q5800754